# Виаданика
Виада̀нига (на италиански: Viadanica; на ломбардски: Indanga, Иданъга) е село и община в Северна Италия, провинция Бергамо, регион Ломбардия. Разположено е на 336 m надморска височина. Населението на общината е 1129 души (към 2017 г.).